# ابری با احتمال بارش کوفته‌قلقلی
ابری با احتمال بارش کوفته‌قلقلی (به انگلیسی: Cloudy with a Chance of Meatballs) کتاب داستانی برای کودکان از جودی بَرِت و تصویرسازی ران بَرِت است که در سال ۱۹۷۸ میلادی توسط انتشارات سیمون و اسکاستر به چاپ رسید.

## خلاصه داستان
داستان در مورد هِنری و خواهرش است که به داستان پدربزرگشان در مورد اتفاقات عجیب یک جزیره در اقیانوس اطلس گوش می‌دهند. مردم این جزیره فقط غذاهای ساده و تکراری می‌خورند و بعداً یکی از اهالی جزیره به فکر به وجود آوردن یک تحول غذایی برای شهرشان دست به کار عجیبی می‌زند که …

## فیلم اقتباسی
در سال ۲۰۰۹ میلادی فیلم پویانمایی از این داستان ساخته شد و با استقبال خوبی رو به رو شد، این انیمیشن محصول کمپانی سونی پیکچرز انیمیشن است.

## بازی
در همان سال ۲۰۰۹ و پس از اکران انیمیشن شرکت یوبی‌سافت بازی این فیلم را برای کنسول‌های مختلف روانه بازار کرد.